# Adelaide Alsop Robineau

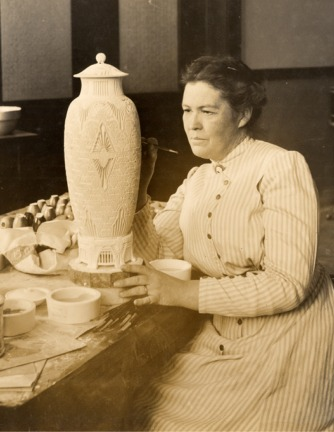
Adelaide Alsop Robineau bei der Arbeit an ihrer Skarabäus-Vase, 1910/1911

Adelaide Alsop Robineau (* 1865 in Middletown, Connecticut; † Februar 1929 in Syracuse, New York) war eine US-amerikanische Porzellanmalerin und Keramikerin. Sie wird als eine der zu ihrer Zeit bedeutendsten Keramikerinnen in den USA angesehen.

## Leben

### Ausbildung
Adelaide Alsop interessierte sich schon früh für Zeichenkunst sowie insbesondere für Porzellanmalerei. Als junge Frau unterstützte sie ihre Familie, indem sie in dem Internat, in dem sie selbst einst Schülerin war, Zeichnen und Aquarellmalerei unterrichtete. Während der Sommerferien besuchte sie selbst einen Kurs des Künstlers William Merritt Chase. Dies stellte zunächst ihre einzige Erfahrung künstlerisch professioneller Ausbildung für Malerei und Zeichnen dar. Später studierte sie bei Charles Binns an der Alfred University und bei Taxile Doat Keramik.
1899 heiratete sie Samuel E. Robineau, einen französischen Keramikexperten, der zugleich der Herausgeber des Magazins Old China war. Das Paar hatte drei Kinder.

### Keramik
Adelaide Robineau und ihr Ehemann gaben ab 1899 die Zeitschrift Keramic Studio heraus, die sich an Keramikkünstler wendete und bis 1919 erschien. Nach wenigen Jahren wurde Robineau die alleinige Herausgeberin der Zeitschrift. Zur selben Zeit zog das Paar nach Syracuse, New York, um; sie bezog dort ein von der Architektin Katharine Budd gestaltetes Haus. Später wurde daneben ein Keramikatelier gebaut. Robineau unterrichtete Porzellanmalerei und Keramik in der Schule Four Winds Pottery School. Zudem verkaufte sie Aquarelle und Keramik.
Um 1901 wendete sie sich ganz der Keramik zu, obwohl sie sich zu der Zeit bereits einen Ruf als Künstlerin der Porzellanmalerei erworben hatte. Sie war überzeugt davon, das Aufglasurmalerei, eine damals verbreitete Technik, ein falscher Ansatz war, weshalb sie mit alternativen Techniken experimentierte. Sie arbeitete in erster Linie mit Porzellan, experimentierte aber auch mit amerikanischen Tonen, um echtes hochgebranntes Porzellan zu entwickeln. Zudem variierte sie viele verschiedene Formen, Dekore und Glasuren, wobei sie häufig mehrfarbige, opalisierende und irisierende Glasuren verwendete. Ihre späten Werke zeigen Einflüsse des Jugendstils und des Japonismus’, indem sie stilisierte botanische und Tiermotive verwendete. Zu einer Zeit, als ins Bewusstsein drang, dass viele anerkannte Porzellanmaler mit Vorlagen anderer Urheber arbeiteten, bewältige sie alle Phasen des keramischen Prozesses vom Töpfern und Modellieren der Gefäße bis hin zur Bemalung selbständig. Einige Details ihrer Stücke hat sie sehr fein gearbeitet, indem sie Häkelnadeln und Zahnarztwerkzeug dafür einsetzte.
Viele der Werke von Robinau sind Behältnisse. Darunter ist auch ihre bekannteste Arbeit, die Skarabäus-Vase. Dies ist eine hohe, mit Graffito verzierte Porzellanvase, deren Herstellung 1910/1011 über 1000 Stunden in Anspruch nahm. Im Jahr 2000 wurde diese vom Magazin Art & Antiquities als das wichtigste keramische Werk der letzten 100 Jahre bezeichnet.
Robineau unterrichtete sowohl an der Syracuse University (1920–1929) als auch an der Art Academy of People’s University, einer von Edward Gardner Lewis in Missouri gegründeten Institution.
Vor ihrem Tod entwarf und fertigte sie eine Urne, die ihre und die Asche ihres Ehemanns enthält.
Ihre Werke befinden sich u. a. in den Sammlungen folgender Museen: Metropolitan Museum of Art, Everson Museum of Art, Detroit Institute of Arts, Cranbrook Art Museum.

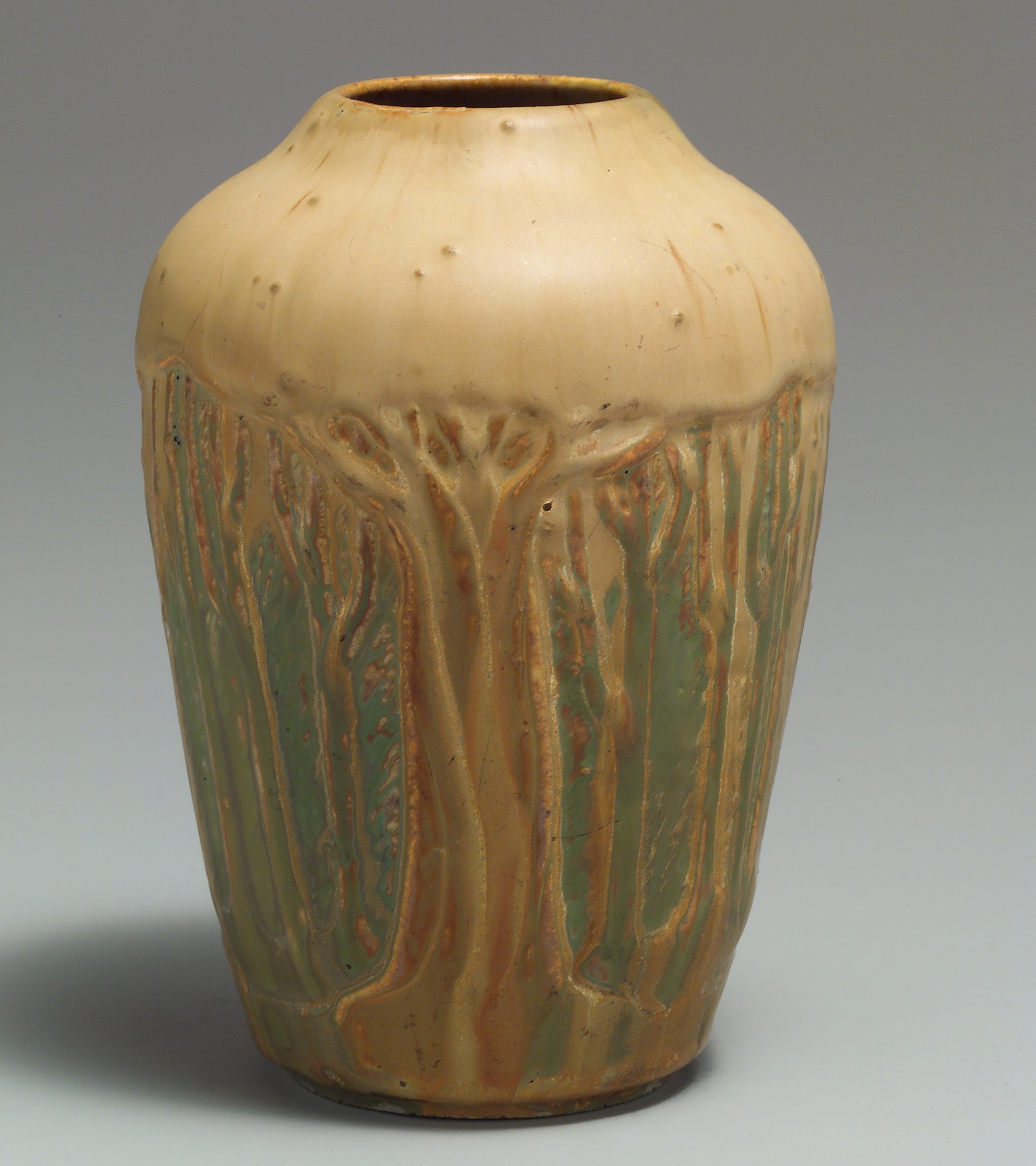
Adelaide Alsop Robineau: Porzellanvase, um 1905. The Metropolitan Museum of Art
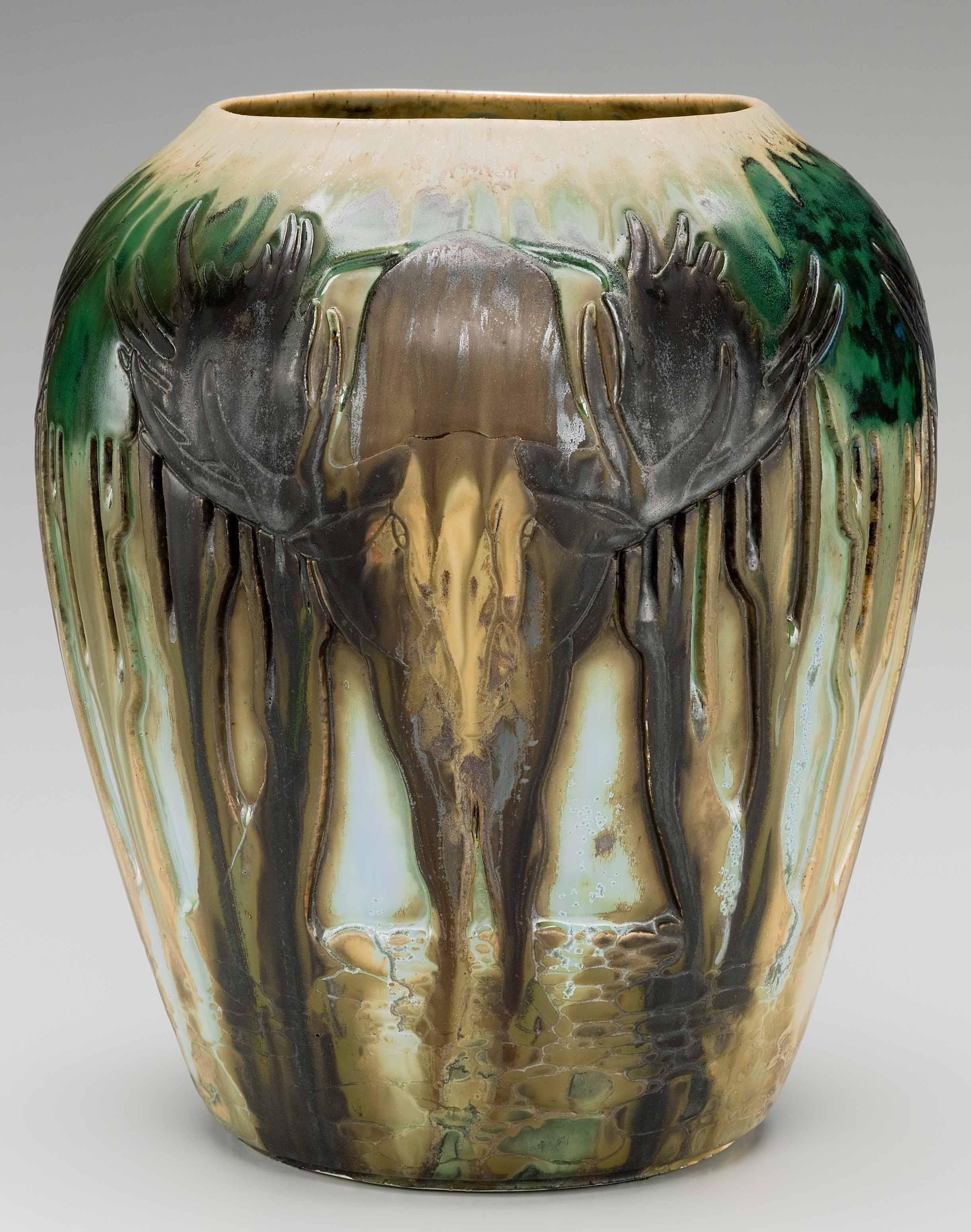
Adelaide Alsop Robineau: Vase mit Elchmotiv, circa 1907-08. The Metropolitain Museum of Art
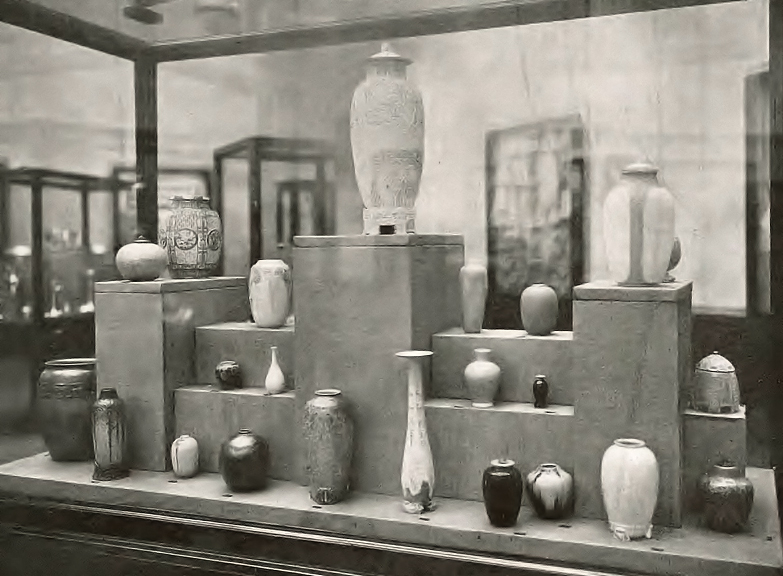
Gruppe von Porzellanvasen 1913 in einer Ausstellung des Chicago Art Institute, die Skarabäus-Vase von Adelaide Alsop Robineau oben in der Mitte.
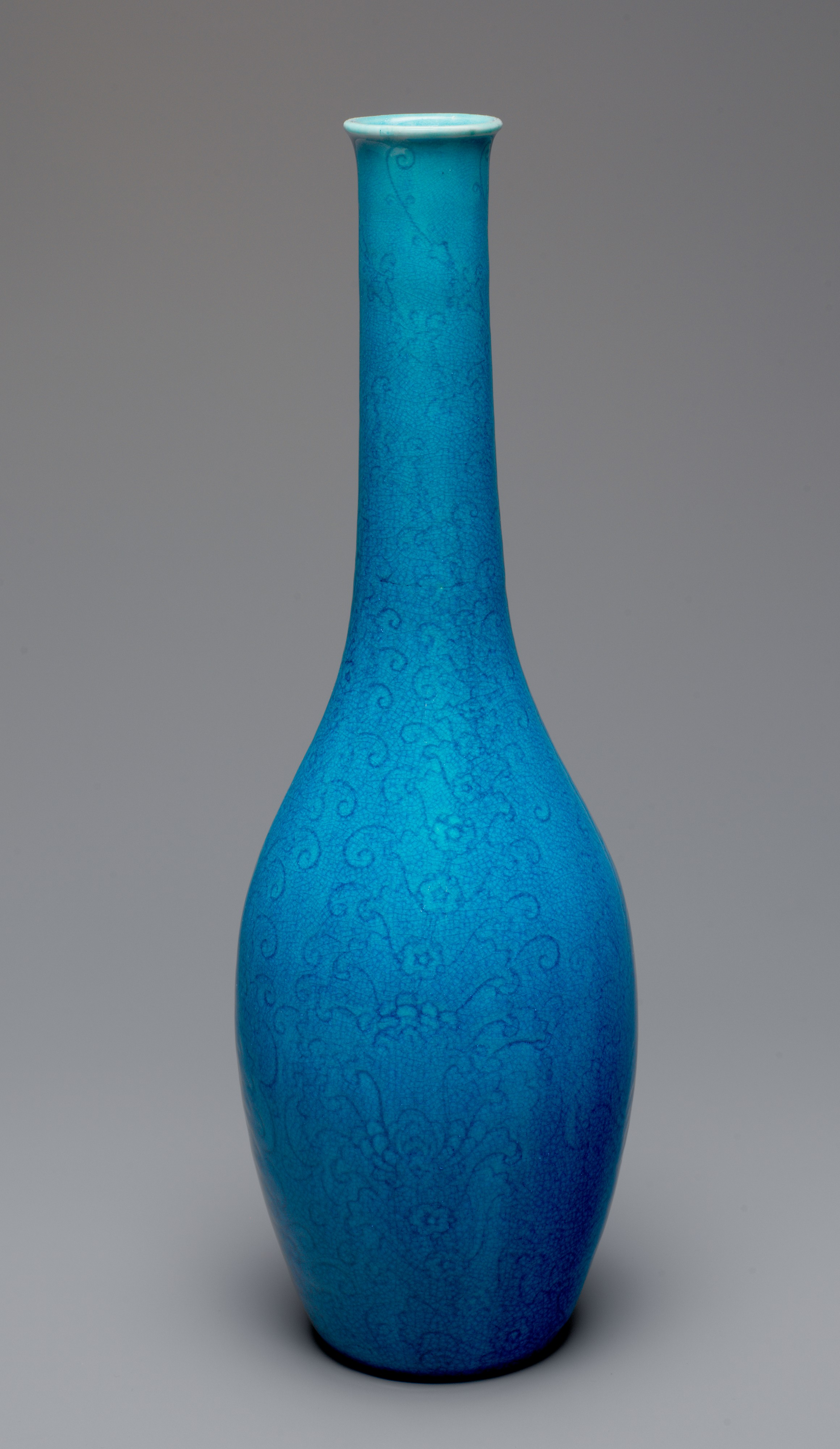
Adelaide Alsop Robineau: Flasche, 1926. The Metropolitan Museum of Art
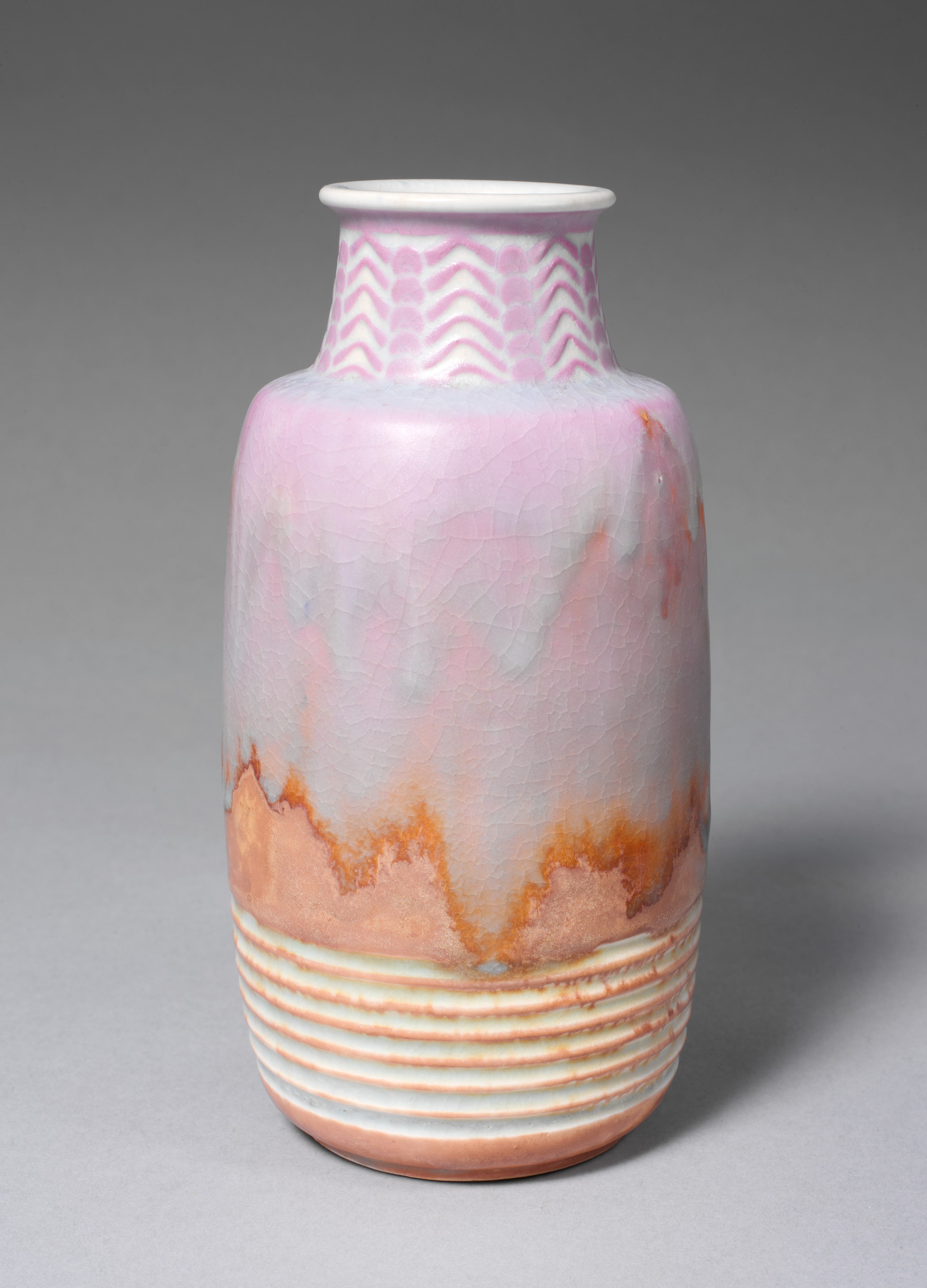
Adelaide Alsop Robineau: Vase, 1927. The Metropolitan Museum of Art
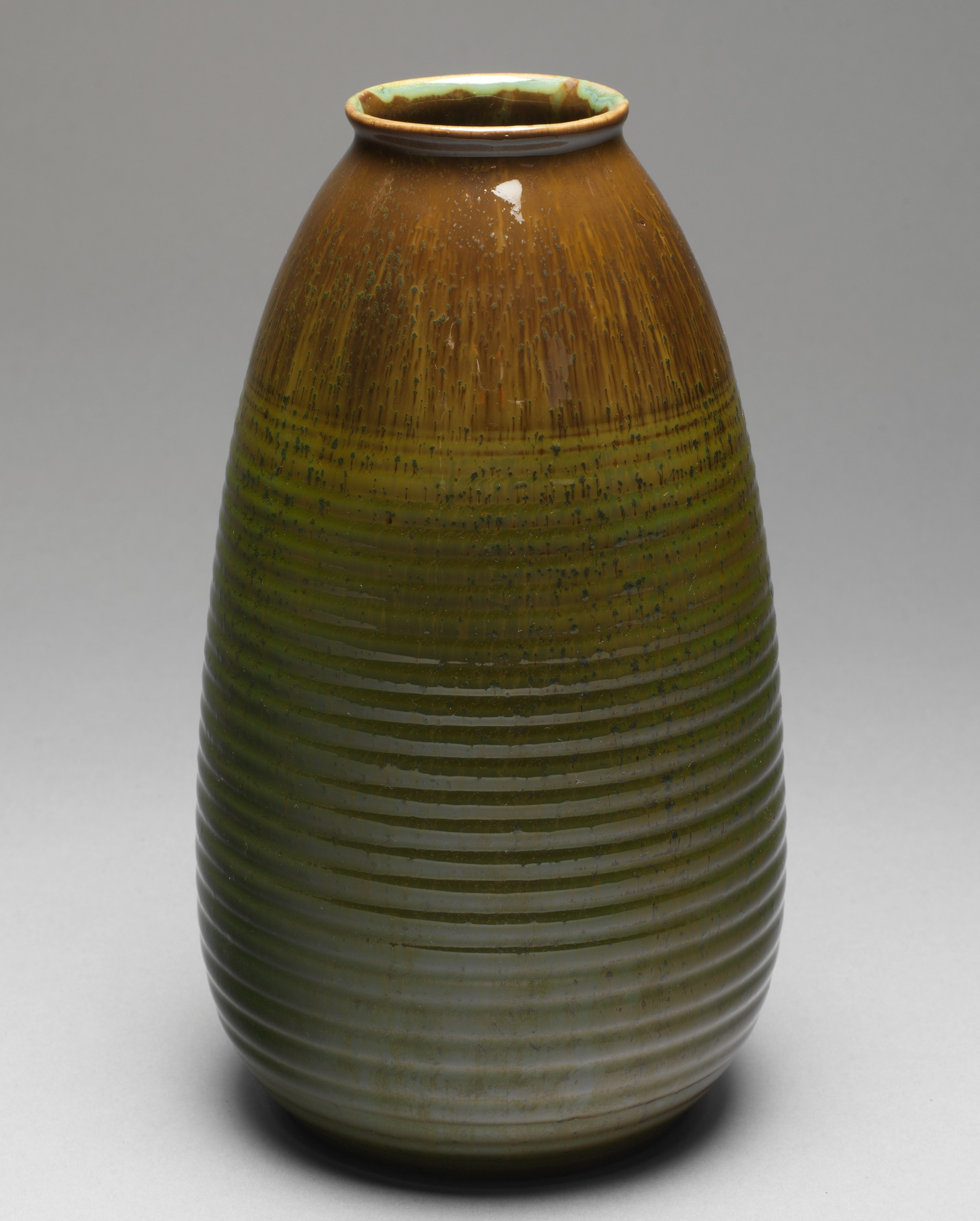
Adelaide Asop Robineau: Porzellanvase, 1928. The Metropolitan Museum of Art
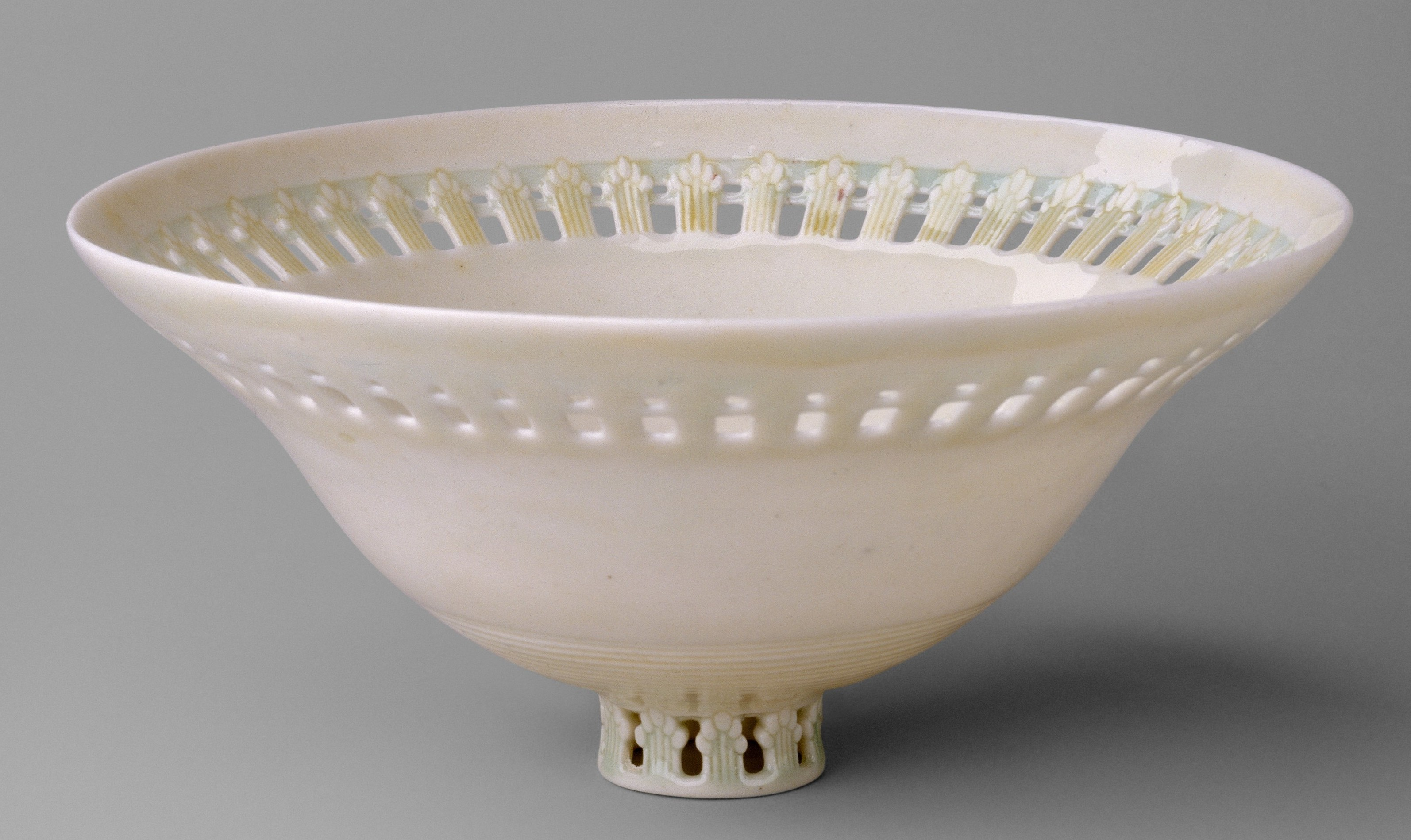
Adelaide Alsop Robineau: Schale, 1924. The Metropolitan Museum of Art
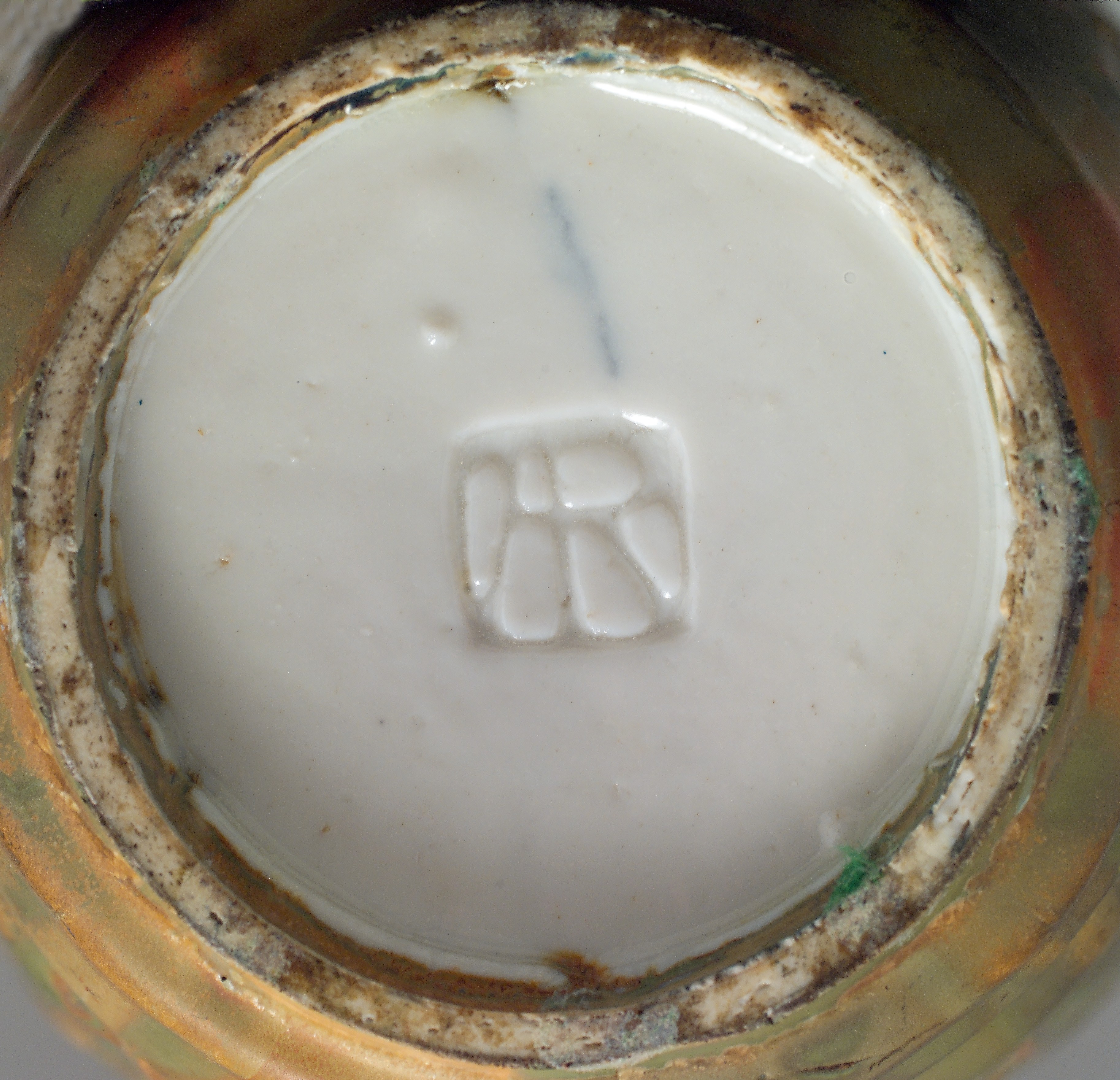
Adelaide Alsop Robineau: Marke. The Metropolitan Museum of Art
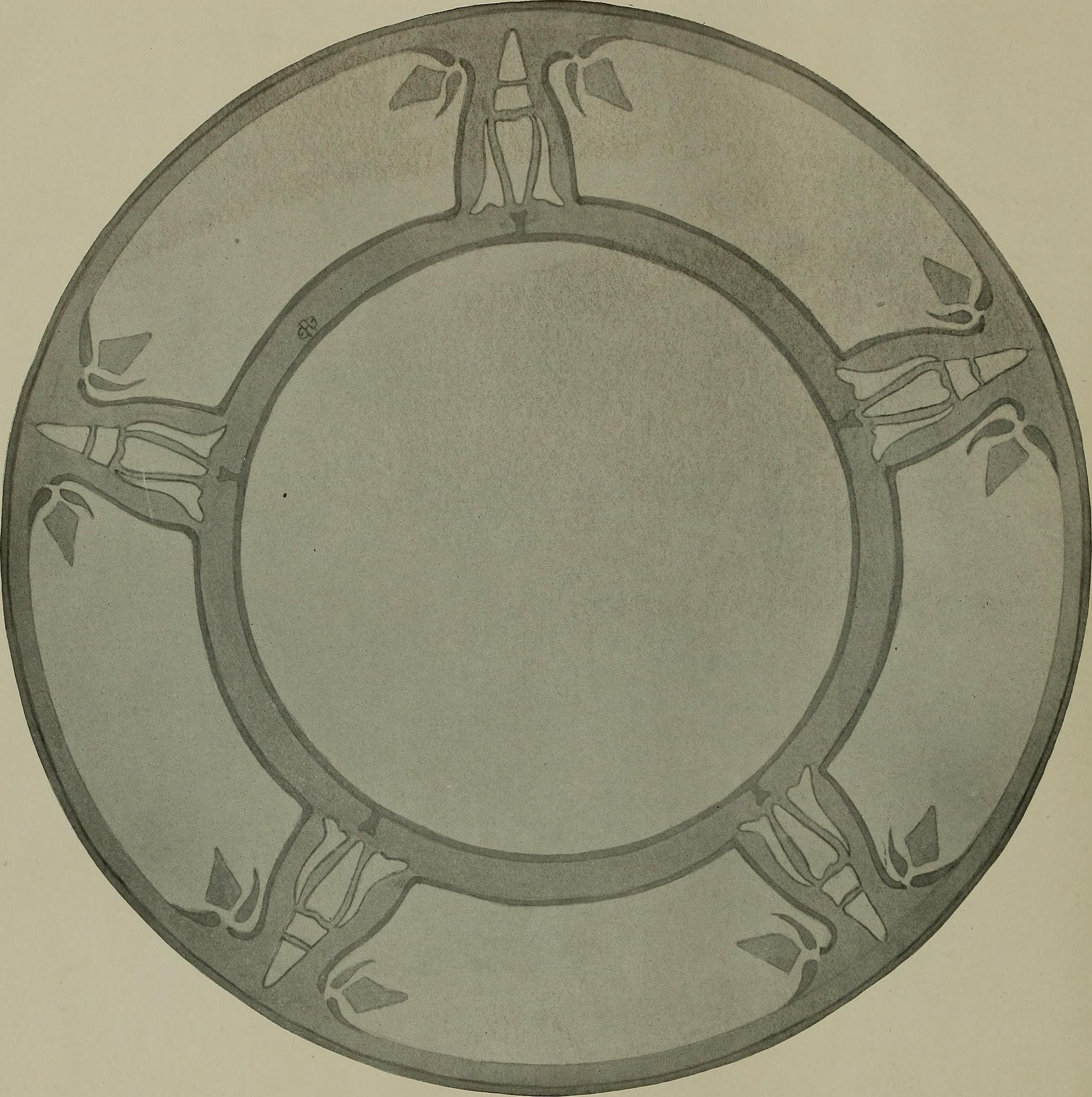
Adelaide Alsop Robineau: Entwurfszeichnung für Keramikdekor, 1911, in: Keramic Studio
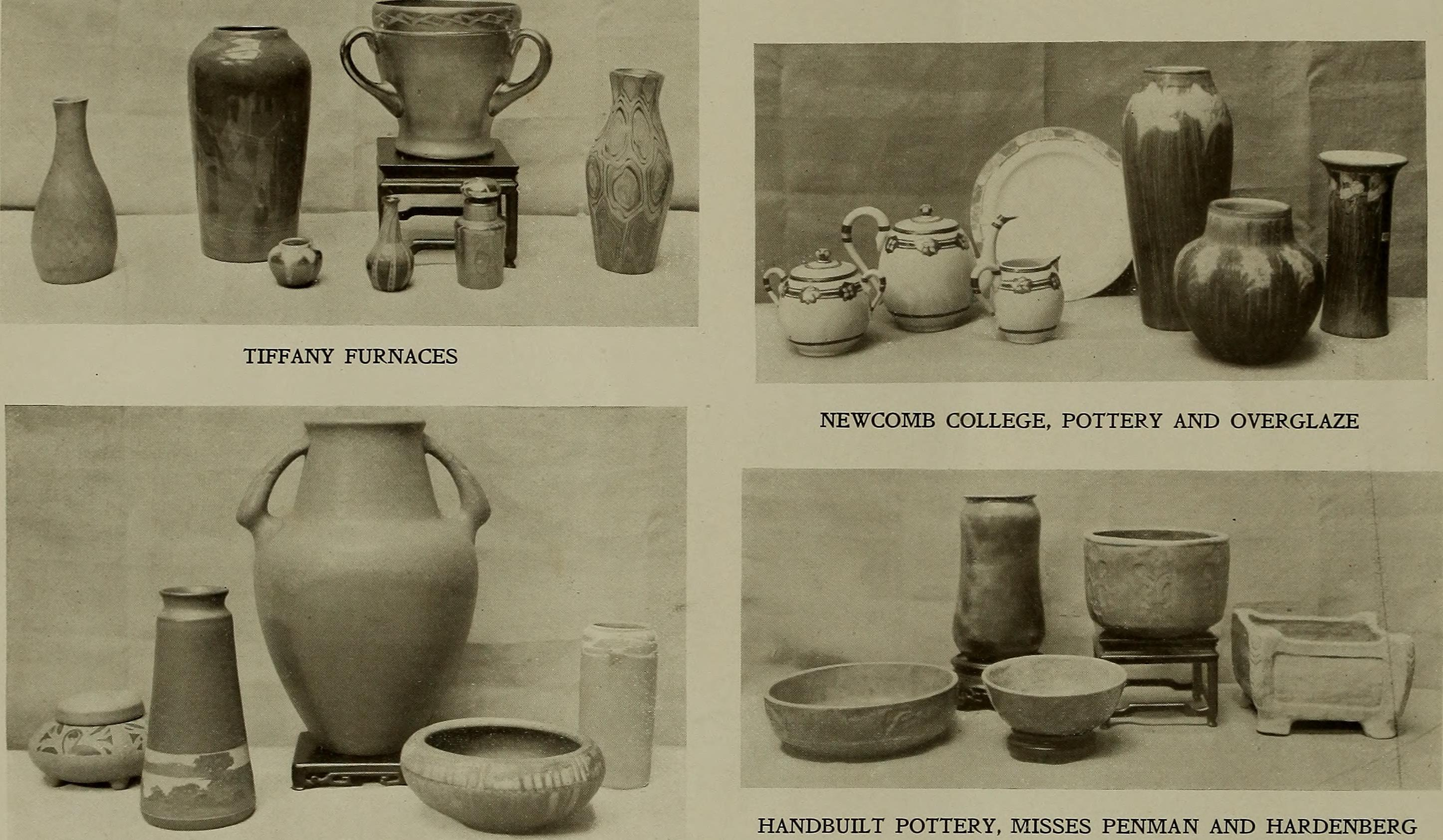
Seiten aus der Zeitschrift Keramic Studio (1911), deren Herausgeberin Adelaide Alsop Robineau war.
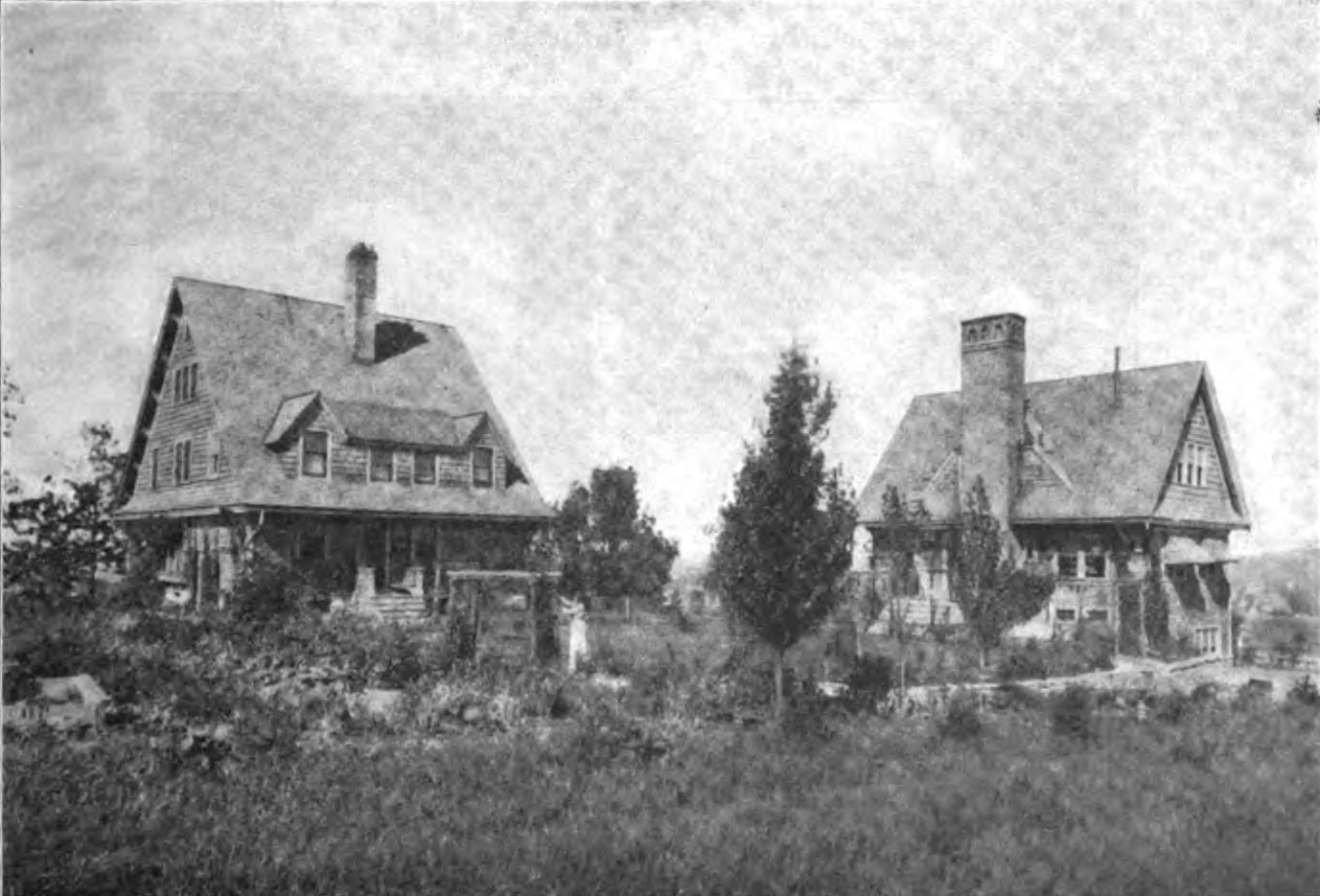
Adelaide Alsop Robinaus Wohnhaus und ihr Keramikatelier.
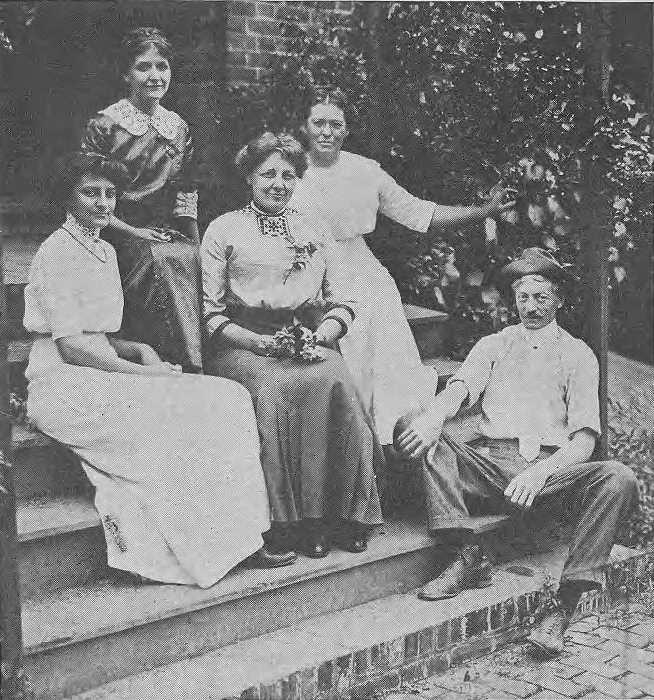
Bertha Riblet, Adelaide Alsop Robineau, Jessie M. Bard, Kathryn E. Cherry, Dawson Watson. Keramic Studio XIV, 1912.